# Ambae de l'Ouest
L’ambae de l'Ouest (également appelé duidui ou opa) est une langue océanienne parlée par 8 700 locuteurs sur l’île Ambae au Vanuatu. Parmi ses nombreux dialectes : le walaha et le nduindui (ou duindui).